# NGC 2571
NGC 2571 ist die Bezeichnung eines offenen Sternaufens im Sternbild Puppis. NGC 2571 hat einen Durchmesser von 7′ und eine scheinbare Helligkeit von 7,0 mag. Das Objekt wurde am 3. März 1793 von Wilhelm Herschel entdeckt.